# Skimmel (hest)
 For alternative betydninger, se Skimmel. (Se også artikler, som begynder med Skimmel)
En Skimmel er betegnelsen for en hest, der får flere og flere grå (hår) og til sidst hvidt hårlag. En skimmel har sort hud og er sort omkring de naturlige åbninger (fx øjne) og hove. De gener, der styrer de-pigmentering, influerer ikke på farven på hestens hud og øjne. Når hesten er voksen, er dens pels hvid eller hvid blandet med hår af andre farver som blå, brun og rød. Skimler kan ved fødslen have flere forskellige farver afhængig af hvilke gener den har. Har hesten anlægget for skimmel, får den fra fødslen eller kort derefter tiltagende hvid pels. Effekten kan foregå med forskellig hastighed.
Typisk bliver hårene på hovedet hurtigst grå/hvide, hvorimod benene senest bliver grå/hvid.

## Forekomst
Skimler forekommer i mange hesteracer, men oftest i heste, der nedstammer fra arabere. Hesteracer med høj andel af skimler er ud over arabere quarter horse, andalusier, camarque og lipizzaneren, hvoraf langt de fleste er skimler. Omkring 3% af alle engelsk fuldblod (xx) er skimler, hvoraf alle nedstammer fra Alcock's Arabian, en skimmel født i 1707, død i 1733.
Skimler omtales til tider som "hvide heste". Det er forkert. En hvid hest er hvidfødt - som visse frederiksborgere - og har lyserød hud.

## Genetik
Skimmel er ofte betegnet som en dominerende hestefarve, men genetisk er det korrekt at betegne "skimmelhed" som de-pigmentering. Anlægget for skimmelhed benævnes "G" (skimmel hedder "Grey" på engelsk), og ikke-skimmel for "g". Anlægget er en dominant allel, . Det betyder, at en hest med blot én allel fra forældrene bliver skimmel.